# 忠勇路
忠勇路為臺灣臺中市重要道路之一，全線皆位於南屯區境內，呈南北向，不分段。南連烏日區學田路，北接西屯區後，路名變成安和路。為縣道125號之一部分。

## 車道配置
- 安和路─五權西路：雙向四車道
- 五權西路─向上路：雙向二車道，並配置雙向慢車道
- 向上路─學田路：雙向二車道

## 本道路客運
- 本表更新時間為2016年7月24日。

臺中市市區公車
| 編號 | 業者     | 路線                                 | 行駛區間                            | 備註         |
| ---- | -------- | ------------------------------------ | ----------------------------------- | ------------ |
| 26   | 台中客運 | 新民高中－嶺東科技大學               | 學田路－永春南路                    |              |
| 27   | 台中客運 | 臺中火車站－嶺東科技大學             | 安和路－永春南路                    |              |
| 56   | 統聯客運 | 干城站－新烏日火車站                 | 五權西路－永春南路 嶺東南路－學田路 |              |
| 70   | 台中客運 | 嶺東科技大學－綠川東站－嶺東科技大學 | 學田路－永春南路                    | 為單循環路線 |
| 89   | 豐榮客運 | 嶺東科技大學－東門橋                 | 五權西路－永春南路                  |              |
| 99   | 彰化客運 | 莒光新城－嶺東科技大學               | 學田路－永春南路                    |              |
| 99延 | 彰化客運 | 莒光新城－動物之家南屯園區           | 學田路－永春南路                    |              |
| 290  | 台中客運 | 干城站－童綜合醫院（梧棲院區）       | 五權西路－永春路                    |              |
| 357  | 捷順交通 | 臺中榮總－嶺東科技大學               | 安和路－永春南路                    |              |
| 358  | 仁友客運 | 嶺東高中－逢甲大學                   | 五權西路－永春南路                  |              |

## 沿線設施
（由北至南）
（往北接安和路 (台中市)）
協和南巷
五權西路三段
- 臺中市南屯區文山國民小學

向上路五段
- 台中精密機械園區

永春路
永春南路
- 臺中市私立嶺東高級中學
- 嶺東科技大學
- 台中市政府警察局春社派出所
- 臺中市南屯區春安國民小學

（往南接學田路）